# Zaira adscripta
Zaira adscripta là một loài ruồi trong họ Tachinidae.